# Mark Hall South
Mark Hall South is een wijk in Harlow, in het Engelse graafschap Essex. In 2001 telde de wijk 4753 inwoners.